# Merdingen
Merdingen ist eine Weinbaugemeinde im Landkreis Breisgau-Hochschwarzwald in Baden-Württemberg.

## Geographie

### Geographische Lage
Merdingen liegt an der westlichen Steilkante des Tunibergs, eines flachen Bergrückens in der oberrheinischen Tiefebene in einer Höhe von 189 bis 292 Metern bei einem Mittel von 208 Metern. Ein ausgesprochen mildes Klima und fruchtbare Lössböden bieten günstige Bedingungen für den Anbau von Wein, Obst und Spargel.

### Gemeindegliederung
In der Gemeinde Merdingen liegen das Dorf Merdingen und der Wohnplatz Kalkwerk sowie die abgegangenen Ortschaften Egelfingen, Feldhofen, Harthausen, Heringen (?) und Hinterhofen.

### Nachbargemeinden
Im Osten grenzt Merdingen an die Tuniberg-Ortschaften Waltershofen und Opfingen der Stadt Freiburg im Breisgau, westlich der Gemeinde liegen Breisach und Ihringen sowie im Nordosten die Gemeinde Gottenheim.

## Geschichte

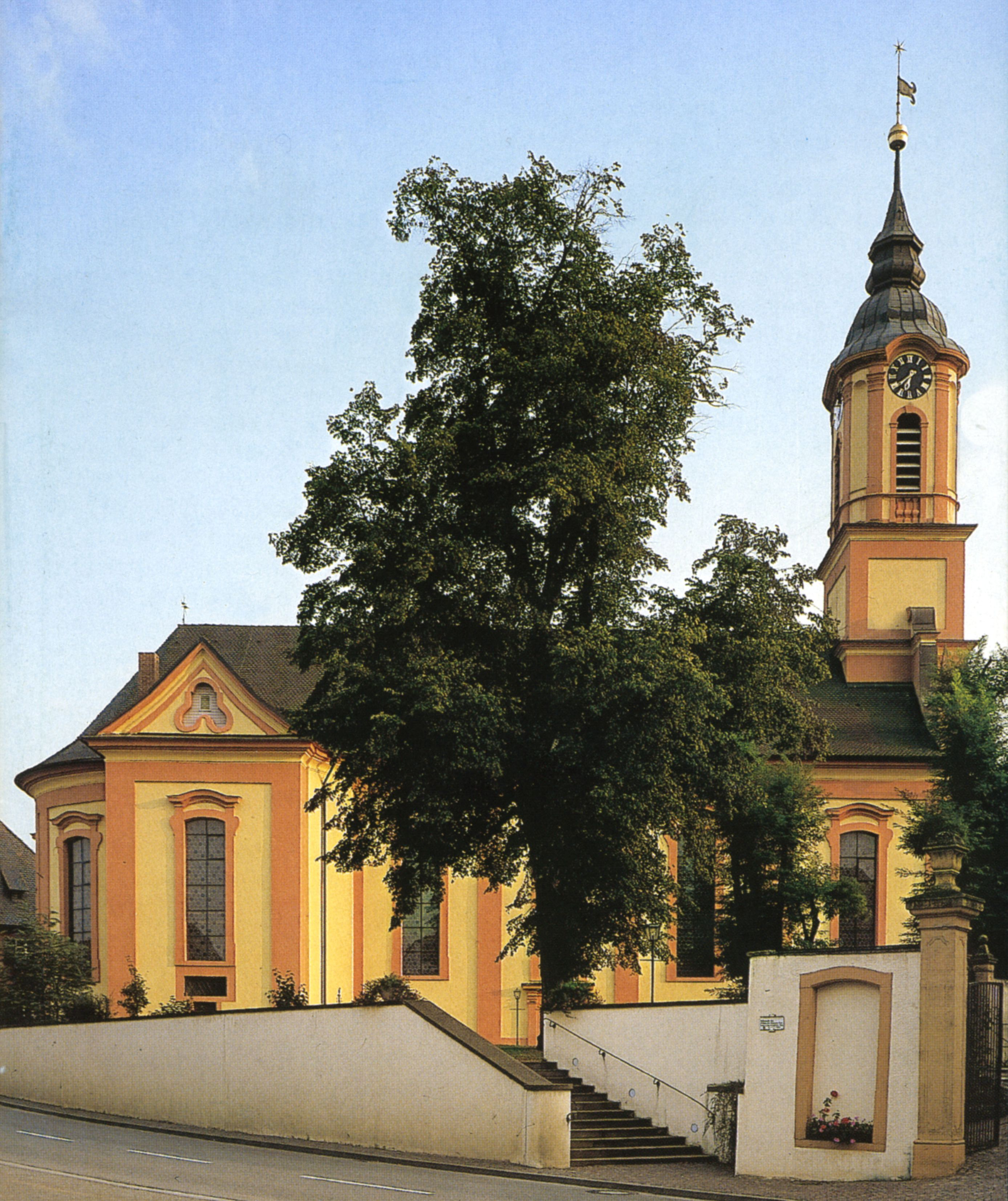
Pfarrkirche St. Remigius

Merdingen war schon von den Kelten besiedelt. Darauf deuten u. a. Grabhügel im Schachenwald, eine Viereckschanze und zahlreiche Siedlungsplätze hin. Der Ort zählt mit zu den ältesten Siedlungen des Breisgaus. Ab dem 1. Jahrhundert nach Christus lebten hier Römer in Gutshöfen und betrieben Obst- und Gemüseanbau. Die Ansiedlung der Römer ist durch archäologisch gesicherte Reste eines römischen Badegebäudes nachgewiesen, welches nördlich von Merdingen in Richtung Wasenweiler zu besichtigen ist. Zudem sind auf Merdinger Gemarkung zahlreiche Fundstellen aus römischer Zeit nachgewiesen worden. Nach Luftbildaufnahmen führte eine Römerstraße westlich des Badegebäudes in Richtung Nordosten an Wasenweiler vorbei.

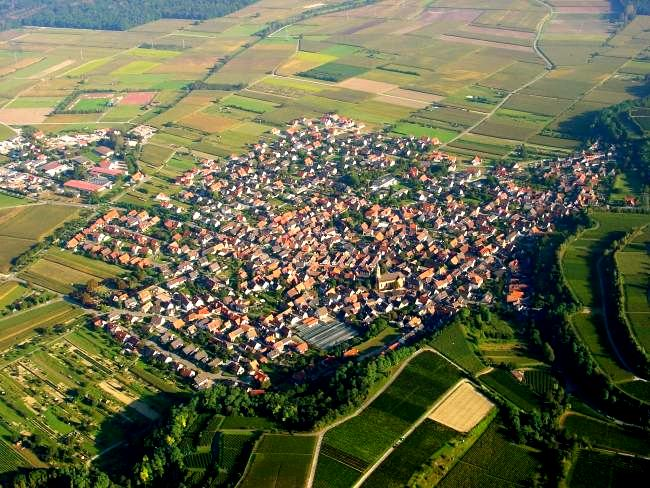
Luftbild von Merdingen

Die Ortschaft Merdingen ist eine Gründung der Alemannen im 5. oder 6. Jahrhundert. Weitere urkundliche Erwähnungen datieren auf die Jahre 1137 und 1154 im Rahmen einer Güterschenkung an das Kloster St. Peter und im Jahre 1139 in einer päpstlichen Bulle für das Fürstbistum Basel. Die Ortsherrschaft wechselte mehrmals. Bekannt ist, dass ab 1666 ein Drittel den Freiherren von Kageneck und ab 1716 nach dem Verkauf durch die Freiherren von Wessenberg zwei Drittel der Deutschordenskommende Freiburg gehörten. Im 16. und 17. Jahrhundert wurde die Ortschaft mehrfach gebrandschatzt, da dieses Dorf zwischen Freiburg und Breisach liegt und sich damit nicht den hier ausgetragenen Kriegen entziehen konnte.
Der Ort wurde 1754 als „eines der größten Dörfer im Breisgau“ beschrieben. Die historischen Gebäude, Fachwerkbauten und der Marktbrunnen (Stockbrunnen) zeigen auch heute noch die gewerbliche und bäuerliche Vergangenheit. Der Stockbrunnen stammt aus dem Jahre 1739, er wurde allerdings später ein Stück hangauf verlagert und es entstand dadurch ein Platz außerhalb des Ortszentrums; an diesem Platz stehen ein spätgotisches Landgasthaus mit Erkertürmen und einer Hofeinfahrt aus dem 18. Jahrhundert, das barocke Gasthaus zur Sonne aus dem 17. Jahrhundert, das alte Schulhaus und noch eine weitere ehemalige Gastwirtschaft. Das Gasthaus zur Sonne ist auch das Geburtshaus des Barockbildhauers Johann Baptist Sellinger. Ein weiteres interessantes Haus, das zum Ortskern gehört, ist das Fachwerkhaus Saladin aus dem Jahre 1666.

## Politik

### Bürgermeister

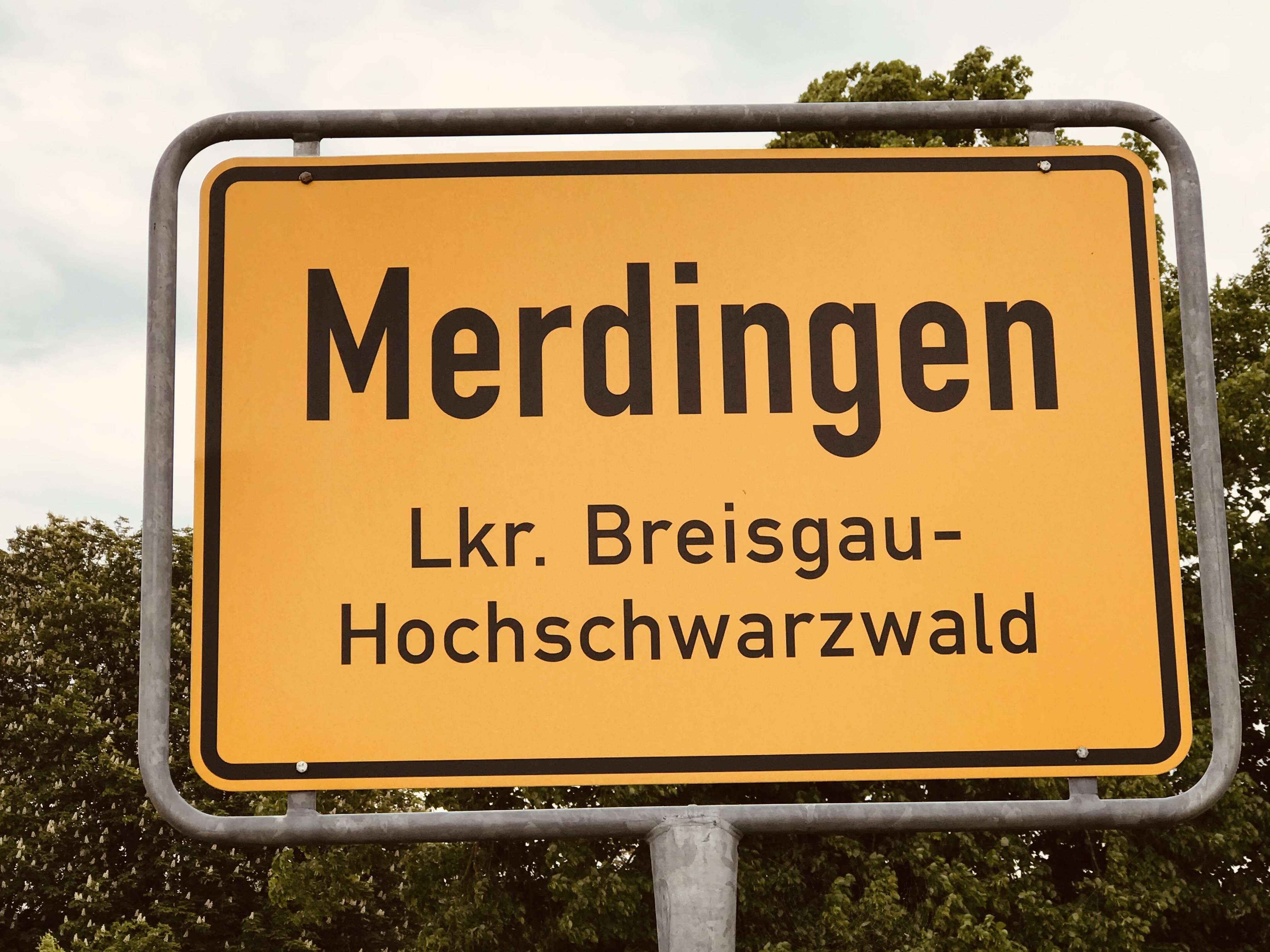
Merdinger Ortseingangsschild

Der parteilose Martin Rupp ist seit 2014 Bürgermeister von Merdingen. Am 23. Januar 2022 wurde er im ersten Wahlgang mit 90,57 Prozent der Stimmen für eine zweite Amtszeit wiedergewählt.

### Gemeinderat

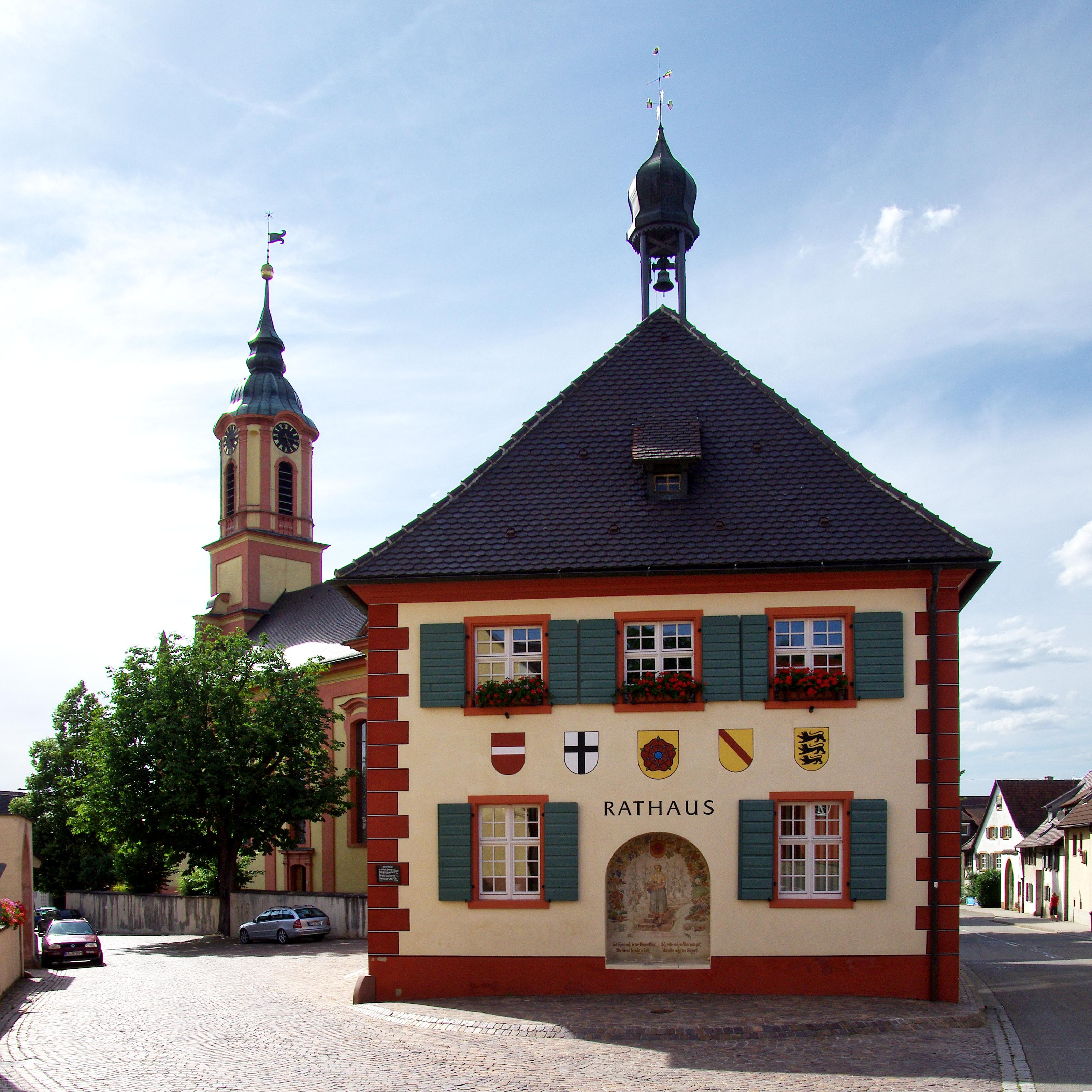
Rathaus und St. Remigius

Die Kommunalwahlen am 9. Juni 2024 führte bei einer Wahlbeteiligung von 74,6 % (+ 3,6) zu folgendem Ergebnis:
| Partei / Liste    | Stimmenanteil | +/−   | Sitze | +/− |
| Freie Bürgerliste | 40,5 %        | - 0,8 | 5     | ± 0 |
| SPD               | 26,4 %        | - 3,6 | 3     | - 1 |
| CDU               | 33,2 %        | + 4,5 | 4     | + 1 |

+/−: Differenz zur vorigen Kommunalwahl 2019

### Verwaltung
Merdingen gehört wie die Nachbargemeinde Ihringen der vereinbarten Verwaltungsgemeinschaft der Stadt Breisach am Rhein an.

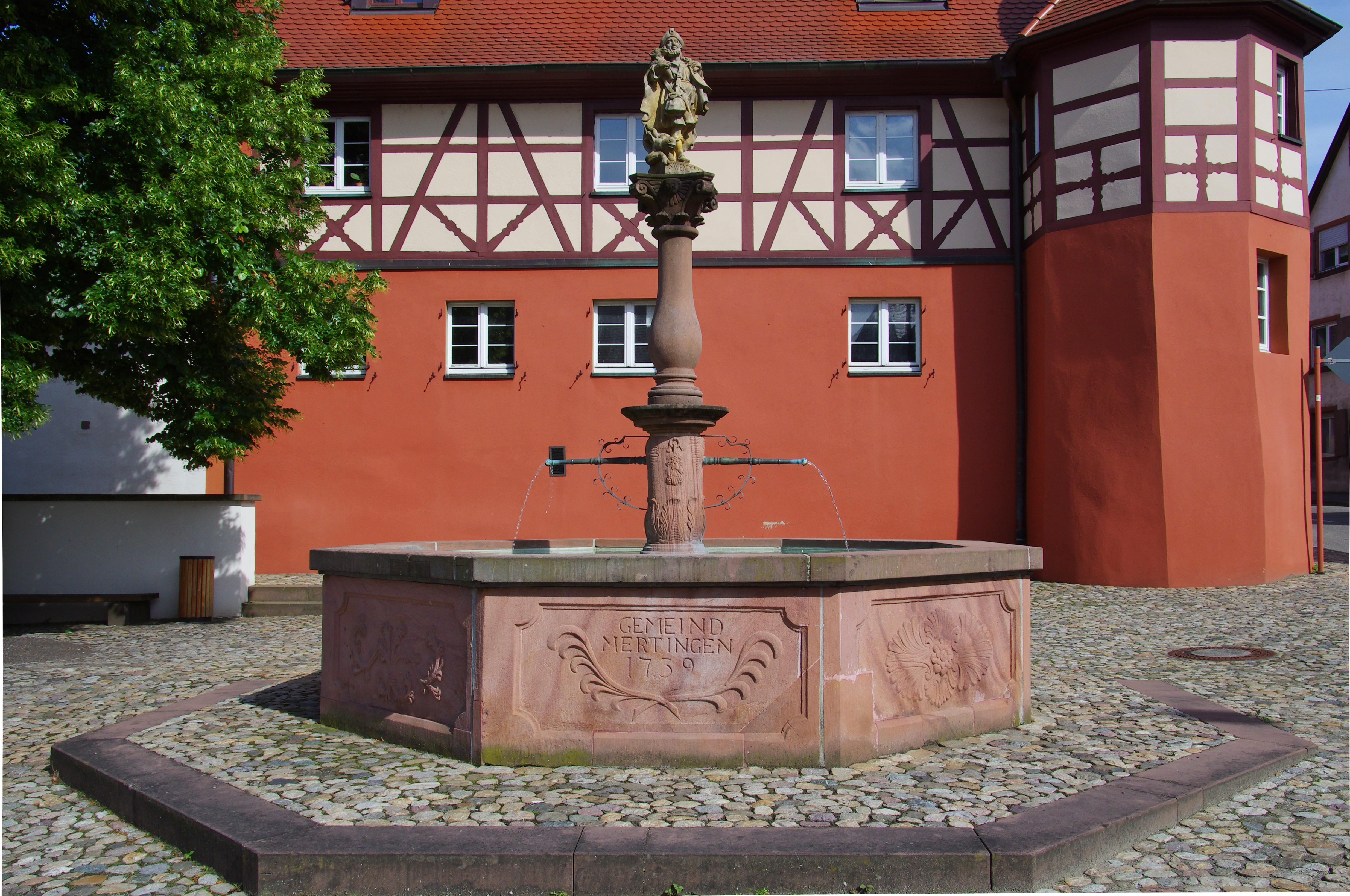
Der Stockbrunnen

### Wappen
Blasonierung: „In Gold (Gelb) eine blaubesamte rote Rose mit grünen Kelchblättern.“

### Gemeindepartnerschaften
Die französische Partnergemeinde Sainte-Croix-en-Plaine liegt sieben Kilometer südlich von Colmar im benachbarten Elsass.

## Verkehr

### Radverkehr
An Merdingen vorbei verläuft als Landes-Radfernweg der Badische Weinradweg. Er führt von Grenzach-Wyhlen am Hochrhein nach Laudenbach im Norden Baden-Württembergs. Ab Schallstadt gibt es zwei Varianten; eine davon verläuft über Munzingen am Tuniberg entlang über Niederrimsingen und an Merdingen vorbei nach Ihringen. Weiter verläuft sie über den Kaiserstuhl über Bickensohl und Oberrotweil nach Sasbach am Kaiserstuhl.
Im August 2024 wurde für den Radverkehr ein bis zum Tunibergsattel bestehender Radweg über den Tuniberg nach Waltershofen verlängert. Über den FR 5 besteht ein Anschluss in die Freiburger Innenstadt. Über den Tuniberg verläuft der Tuniberghöhenweg von Gottenheim nach Munzingen und Niederrimsingen. Der Kaiserstuhlradweg führt rund um den Kaiserstuhl und verbindet Merdingen mit Ihringen und Gottenheim. Parallel zur Kreisstraße nach Gündlingen verläuft ein Radweg bis zum Gewerbegebiet Emletweg, wo der Breisgau-Radweg von Breisach nach Herbolzheim und der Europäische Radwanderweg von Freiburg nach Colmar entlangführen.

## Sehenswürdigkeiten
Für die unter Denkmalschutz stehenden Kulturdenkmale des Ortes siehe die Liste der Kulturdenkmale in Merdingen.
Sehenswert ist die von Johann Caspar Bagnato 1738–1741 errichtete spätbarocke Pfarrkirche St. Remigius. Sie wurde ausgestattet von Francesco Pozzi (Stuck), Joseph Anton Feuchtmayer (Altar und Kanzel) und Franz Joseph Spiegler (Deckenfresken und Altarblätter). Über dem Hauptportal steht in einer Nische die überlebensgroße Skulptur einer „Immaculata“ von Johann Christian Wentzinger, der Verwandtschaft in Merdingen hatte. Die Kirche wurde von der Denkmalstiftung Baden-Württemberg als „Denkmal des Monats Juli 2006“ ausgewählt. Auch das nebenstehende Pfarrhaus wurde von Bagnato entworfen und 1754 erbaut.

## Persönlichkeiten
- Anton Gillmann (1904–1967), Landwirt und Politiker (CDU), in Merdingen geboren.
- Hermann Brommer (1926–2012), Lehrer und Kunsthistoriker, unterrichtete von 1956 bis 1980 in Merdingen.
- Jan Ullrich (* 1973), deutscher Radrennfahrer, lebt in Merdingen (1994–2002; seit 2019); eine Straße wurde nach ihm benannt.

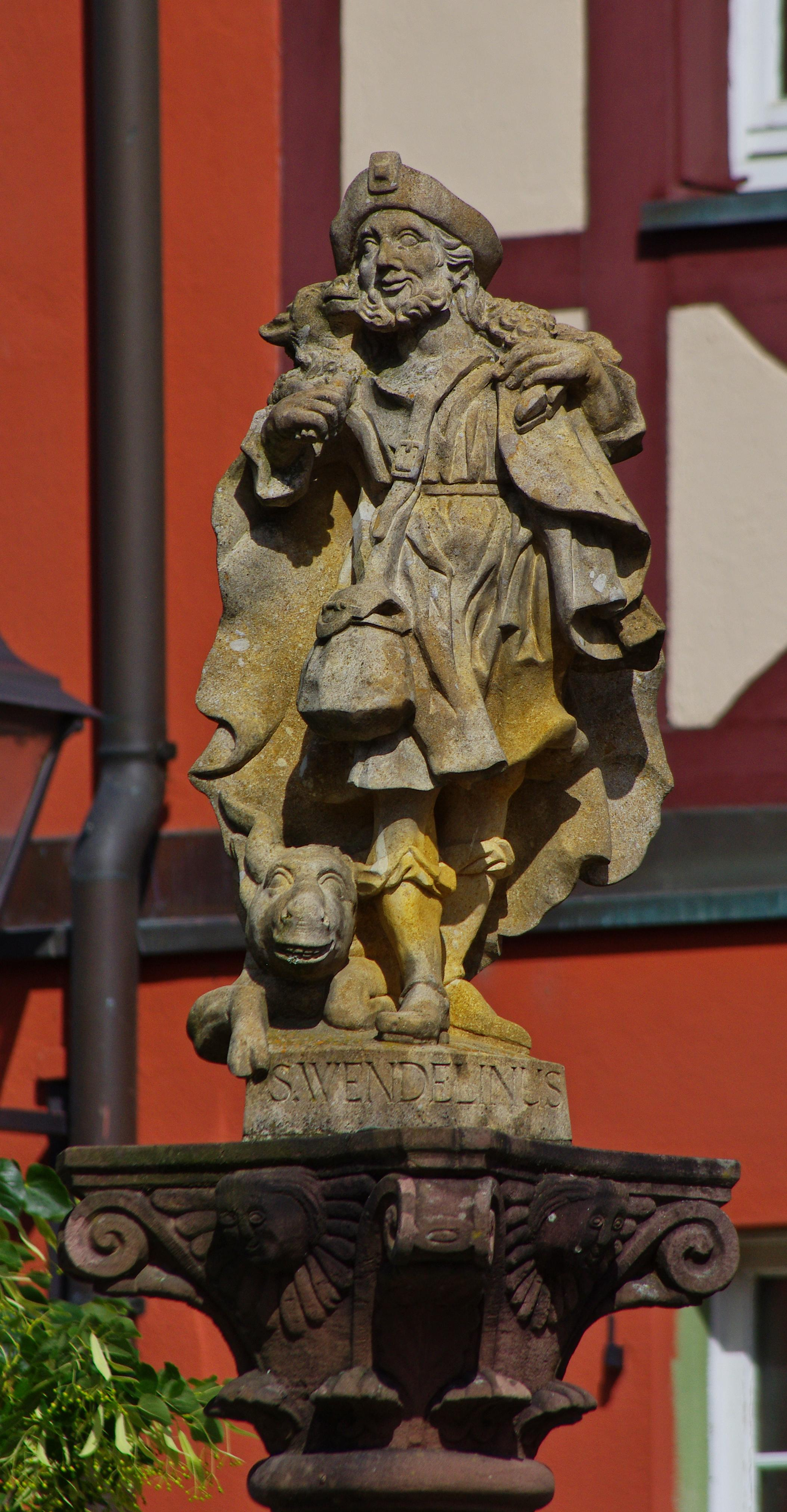
St. Wendelin auf dem Stockbrunnen